# Comuna Boden
Boden (Bodens kommun) este o comună din comitatul Norrbottens län, Suedia, cu o populație de 27.838 locuitori (2013).

## Geografie

### Zone urbane
Lista celor mai mari zone urbane din comună (anul 2015) conform Biroului Central de Statistică al Suediei:
| Nr | Zona urbană          | Pop.   |
| -- | -------------------- | ------ |
| 1  | Boden                | 16.830 |
| 2  | Sävast               | 3.093  |
| 3  | Trångforsen și Heden | 1.860  |
| 4  | Vittjärv             | 498    |
| 5  | Harads               | 496    |
| 6  | Unbyn                | 449    |
| 7  | Södra Bredåker       | 203    |

## Demografie
| \| Evoluția demografică în comuna Boden, 1970–2015 \| Evoluția demografică în comuna Boden, 1970–2015 \| Evoluția demografică în comuna Boden, 1970–2015 \| Evoluția demografică în comuna Boden, 1970–2015 \| Evoluția demografică în comuna Boden, 1970–2015 \| \| ----------------------------------------------------------------------------------------------------- \| ----------------------------------------------- \| ----------------------------------------------- \| ----------------------------------------------- \| ----------------------------------------------- \| \| An \| \| \| Locuitori \| \| \| 1970 \| 1970 \| \| 27032 \| 27032 \| \| 1975 \| 1975 \| \| 27815 \| 27815 \| \| 1980 \| 1980 \| \| 28848 \| 28848 \| \| 1985 \| 1985 \| \| 29029 \| 29029 \| \| 1990 \| 1990 \| \| 29740 \| 29740 \| \| 1995 \| 1995 \| \| 30153 \| 30153 \| \| 2000 \| 2000 \| \| 28679 \| 28679 \| \| 2005 \| 2005 \| \| 28176 \| 28176 \| \| 2010 \| 2010 \| \| 27471 \| 27471 \| \| 2015 \| 2015 \| \| 27913 \| 27913 \| \| Sursa: SCB - Statistika Centralbyrån, Folkmängd efter region, civilstånd, ålder och kön. År 1968–2016 \| \| \| \| \| |      |  |           |       |
| Evoluția demografică în comuna Boden, 1970–2015 |      |  |           |       |
| An |      |  | Locuitori |       |
| 1970 | 1970 |  | 27032     | 27032 |
| 1975 | 1975 |  | 27815     | 27815 |
| 1980 | 1980 |  | 28848     | 28848 |
| 1985 | 1985 |  | 29029     | 29029 |
| 1990 | 1990 |  | 29740     | 29740 |
| 1995 | 1995 |  | 30153     | 30153 |
| 2000 | 2000 |  | 28679     | 28679 |
| 2005 | 2005 |  | 28176     | 28176 |
| 2010 | 2010 |  | 27471     | 27471 |
| 2015 | 2015 |  | 27913     | 27913 |
| Sursa: SCB - Statistika Centralbyrån, Folkmängd efter region, civilstånd, ålder och kön. År 1968–2016 |      |  |           |       |